# Philipp Hager

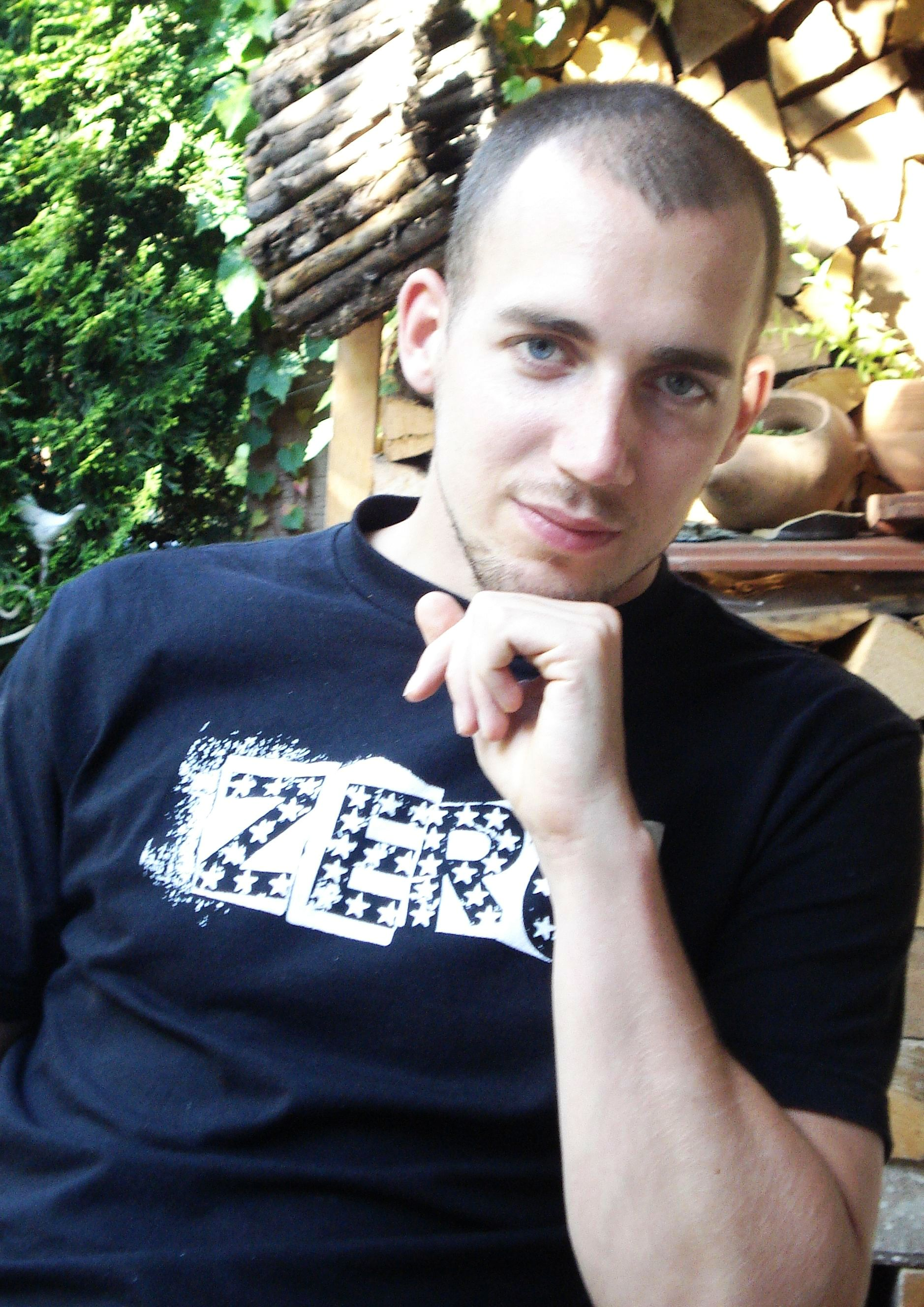
Philipp Hager, 2010

Philipp Hager (* 25. Juli 1982 in Scheibbs) ist ein österreichischer Schriftsteller.

## Leben und Werk
Hager wuchs in Lunz am See, Niederösterreich, auf. Im Jahr 2000 schloss er das Bundesoberstufenrealgymnasium Scheibbs ab und übersiedelte nach Wien, um Geschichte und Völkerkunde zu studieren. Nach dem Studienabbruch arbeitete er unter anderem als Hundesitter, Telefonist, Rezeptionist, Kampfrichter, Türsteher und Korrektor.
Zwischen 2003 und 2007 war er als Reporter und Kolumnist für das deutsche FightMagazine tätig.
In seinen Büchern erzählt der Autor, „der das wahre, unbequeme, kompromisslose und laute (Er)Leben dem Pop-Ideal vorzieht“. Geschichten vom Leben, „in einem locker-burschikosen Stil, der umgangssprachliche Ausdrücke und Formulierungen gekonnt in ein ästhetisches Gesamtkunstwerk einbindet“.
Im März 2018 erschien sein jüngster Roman Wolkenjagd.
Derzeit lebt und arbeitet er in Niederösterreich.

## Werke
- Das Spektrum des Grashalms. Roman. 2008. ISBN 978-3-902547-56-9
- Am Sandsack. Gedichte. 2010. ISBN 978-3-902547-09-5
- Mit einem lachenden und einem blauen Auge. Gedichte. 2013. ISBN 978-3-902808-38-7
- Streuner unter Sternen. Gedichte. 2013. ISBN 978-3-990280-81-2
- Im Bauch des stählernen Wals. Roman. 2013. ISBN 978-3-902498-82-3
- Wieso riecht’s hier nach Benzin und was macht das Streichholz in deiner Hand?. Episoden. 2014. ISBN 978-3-902498-88-5
- Handbuch der Herzoperation. Gedichte. 2015. ISBN 978-3-901960-94-9
- Liebe unter Einzellern. Roman. 2016. ISBN 978-3-992001-56-9
- Sextant-Sonaten. Gedichte. 2017. ISBN 978-3-903125-15-5
- Wolkenjagd. Roman. 2018. ISBN 978-3-99200-205-4
- Los. Gedichte. Sisyphus. Klagenfurt 2019. ISBN 978-3-903125-38-4
- Die Ewigkeit ist vorbei. Gedichte. Sisyphus. Klagenfurt 2023. ISBN 978-3-903125-73-5

## Rezeption
,,Im Unterschied zu nicht wenigen Bachmannpreis-Kandidaten schreibt Hager nicht kalkuliert unkonventionelle, schick verrätselte Halbexperimente, sondern geht literarisch derart in die Vollen, wie er vermutlich in die Kampfsportbegegnungen seiner frühen Zwanziger gestürmt ist […].‘‘ – Julia Schröder, SWR2 Lesenswert Magazin